# Het Oeteldonks Gemintemuzejum
Het Oeteldonks Gemintemuzejum is een museum aan de Zusters van Orthenpoort in 's-Hertogenbosch.
In het museum kan de geschiedenis van het carnaval in Oeteldonk bezichtigd worden. Maar ook maskers, affiches en prenten van carnaval uit andere steden en dorpen en zelfs uit andere landen. Deze collectie is vooral in de zomermaanden te bezichtigen, in de wintermaanden richt het museum zich meer op de thema's van het carnaval.
Het museum is gehuisvest in een pand, dat in 1424 in gebruik werd genomen door de Zusters van Orthen. Zij vestigden zich aan de Binnendieze (of: De Groote Stroom, zoals die ter plaatse wordt genoemd). Bij de toegangsbrug van het klooster stond het poortgebouw. Dit gebouw is vlak na de Tweede Wereldoorlog ingestort, doordat het niet onderhouden werd. Er is een nieuw pand herbouwd, wat niet zo'n monumentaal karakter heeft als zijn voorganger. In dit gebouw huisvest Het Oeteldonks Gemintemuzejum.